# Франсис Мейс
Франсис Мейс (на английски: Frances Mayes) е американска университетска преподавателка, поетеса и писателка на произведения в жанра съвременна драма, поезия, пътепис, мемоари и документалистика.

## Биография и творчество
Франсис Мейс е родена на 23 март 1940 г. във Фицджералд, Джорджия, САЩ, в семейството на Гарбър Мейс, управител на памучна мелница, и Франки Дейвис. Има две сестри.
Завършва девическия колеж „Рандолф-Макон“. Получава бакалавърска степен по английска филология от Университета на Флорида през 1962 г. и магистърска степен от Държавния университет в Сан Франциско през 1975 г. След дипломирането си работи на свободна практика за издатели на готварски книги и вестници. Едновременно с работа си пише поезия. През 1975 г. получава награда от Академията на американските поети.
Първият ѝ сборник с поезия – „Sunday in Another Country е публикувана през 1977 г. Същата година е публикувана и първата ѝ документална книга „Peach and Glass“.
В края на 70-те става преподавател по английска филология в Държавния университет на Сан Франциско и ръководи отдела за творческо писане към него. Изнася лекции във Футхил Колидж и Канадския колеж.
След развода с първия си съпруг през 1988 г. започва нов живот. Премества се в Кортона, Тоскана, Италия, след като през 1990 г. купува и обновява с приятеля си Ед Клейншид изоставена 250-годишна селска вила и ферма за зехтин „Bramasole“ (буквално „копнеж за слънцето“), намираща се на около 60 км югоизточно от Флоренция.
През 1996 г. излиза автобиографичната ѝ книга „Под небето на Тоскана“, която става бестселър в продължение на 2 години и е определена от критиката в „Ню Йорк Таймс“ като забележителна. През 2003 г. книгата е екранизирана в едноименния филм с участието на Даян Лейн, Раул Бова и Сандра Ох.
През 1999 г. е издаден следващият ѝ бестселър „Красивата Тоскана“. В книгите си описва идилията на ежедневния живот в съчетание с описания на пътешествия из различни кътчета на Италия: от остров Сицилия до северните провинции на Тоскана и Умбрия, исторически и архитектурни забележителности, произведения на изкуството и живописта, както и обаянието на италианската кухня и вина.
Книгите на писателката са преведени на повече от 40 езика по света.
Пише за различни медии, включително за „Нешънъл Джиографик“ и „Ню Йорк Таймс“.
Франсис Мейс живее със семейството си в Хилсбъроу, Северна Каролина, и Кортона, Италия. В малкия град Арецо е арт директор на ежегодния фестивал „Слънцето на Тоскана“.

## Произведения

### Самостоятелни романи
- Swan (2002)
- Women in Sunlight (2018)
Жени в слънчева светлина, изд.: ИК „Хермес“, Пловдив (2019), прев. Дори Габровска

### Поезия
- Sunday in Another Country (1977)
- January 6, Quarter of Four (1978)
- After Such Pleasures (1979)
- Arts of Fire (1982)
- Gold Over Blue (1984)
- Hours (1984)
- Ex Voto (1995)
- The Book of Summer (1995)

### Документалистика
- Peach and Glass (1977)
- The Discovery of Poetry (1994) – учебник за студенти
- Under the Tuscan Sun (1996) – автобиографичен
Под небето на Тоскана, изд.: ИК „Хермес“, Пловдив (2014), прев. Евелина Андонова
- Bella Tuscany (1999)
Красивата Тоскана, изд.: ИК „Хермес“, Пловдив (2015), прев. Светлозара Лесева
- In Tuscany (2000)
- Bringing Tuscany Home (2004)
- A Year in the World (2006)
- Greek Expectations (2008)
- Every Day in Tuscany (2010)
Всеки ден в Тоскана : сезоните на италианския живот, изд.: ИК „Хермес“, Пловдив (2016), прев. Светлозара Лесева
- The Tuscan Sun Cookbook (2012) – с Едуард Майс
- Under Magnolia (2014)
- See You in the Piazza (2019)

### Екранизации
- 2003 Под небето на Тоскана – по „Under the Tuscan Sun: At Home in Italy“